# Pluft, o Fantasminha
Pluft, o Fantasminha é uma peça teatral infantil escrita pela dramaturga brasileira Maria Clara Machado, em 1955. Retrata a história do rapto da menina Maribel pelo malvado pirata Perna-de-Pau. Maribel, escondida no sótão de uma velha casa, conhece uma família de fantasmas e faz amizade com Pluft, um fantasminha que tem medo de gente.
A peça foi encenada pela primeira vez no Teatro O Tablado, no Rio de Janeiro, em setembro de
1955, com direção da própria autora, pela qual recebeu o prêmio APCA.
Em 1975 foi adaptada para uma minissérie produzida pela TV Globo, em parceria com a TVE. A peça teve duas adaptações para o cinema. A primeira, de 1962, produzida por Romain Lesage e interpretada por Dirce Migliacio, e a segunda em 2022, dirigida por Rosane Svartman e interpretada por Nicolas Cruz, exibida em forma de minissérie, com três episódios, de 8 a 22 de janeiro de 2023, pela TV Globo.

## Personagens
- Pluft - o fantasminha;
- Maribel - neta do Capitão Bonança;
- Mãe - fantasma;
- Tio Gerúndio - marinheiro fantasma;
- Xisto - primo fantasma;
- Prima Bolha - agente da polícia secretíssima fantasma;
- Julião - marinheiro;
- João - marinheiro;
- Sebastião - marinheiro;
- Perna De Pau - marinheiro (pirata);
- Capitão Bonança - capitão;
- Naftalina Vaporosa - esposa do Tio Gerúndio.